# سیج د جمینی
سیج د جمینی (انگلیسی: Sage the Gemini؛ زادهٔ ۲۰ ژوئن ۱۹۹۲) رپ‌خوان، تهیه‌کننده موسیقی، و آهنگساز اهل ایالات متحده آمریکا است. وی از سال ۲۰۰۸ میلادی تاکنون مشغول فعالیت بوده‌است. ترانه پدال گاز! از وی که در چارت آمریکا به رتبه ۲۹ رسید علت شهرت وی است. ترانه دیگری از وی دماغ قرمز نیز در چارت آمریکا به رتبه ۵۴ رسید.